# La Chapelle-des-Fougeretz
La Chapelle-des-Fougeretz è un comune francese di 3 915 abitanti situato nel dipartimento dell'Ille-et-Vilaine nella regione della Bretagna.

## Società

### Evoluzione demografica
Abitanti censiti